# Ignatius von Antiochia

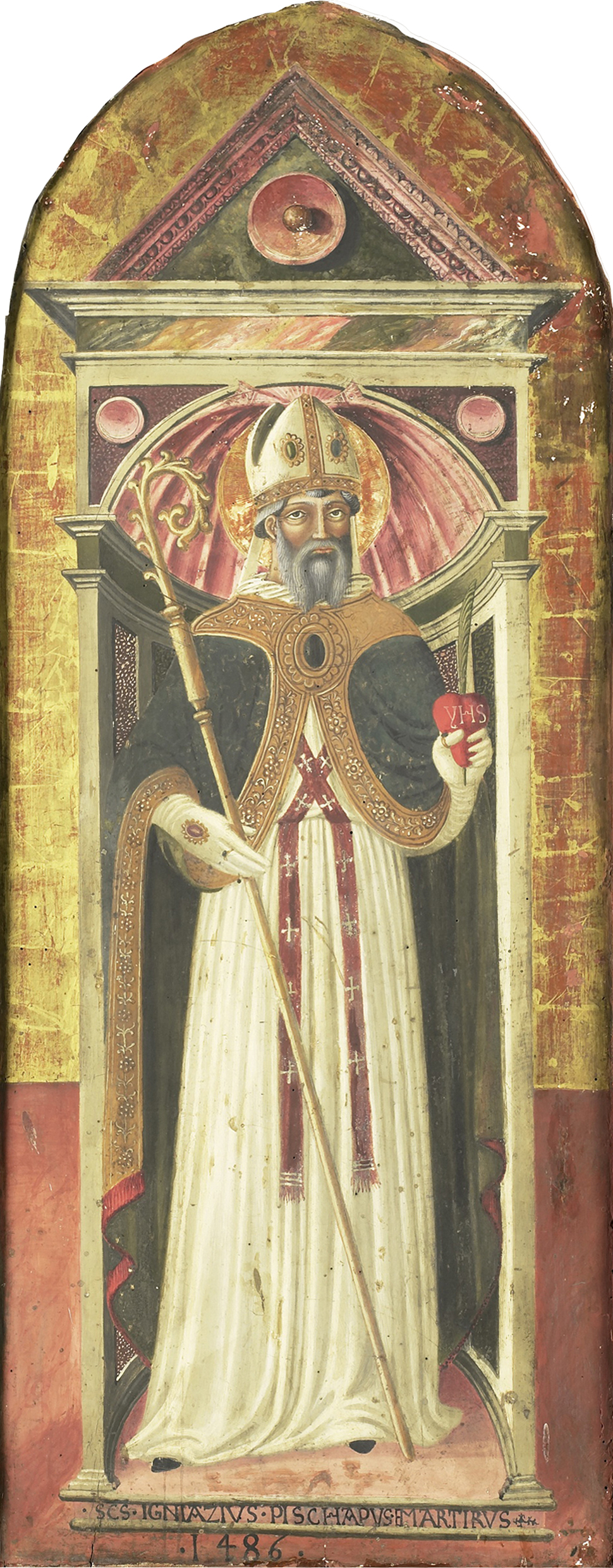
Ignatius, gemalt 1486

Ignatius von Antiochia (syrisch ܡܪܝ ܐܝܓܢܐܛܝܘܣ ܢܘܪܢܐ; † 2. Jahrhundert, Martyrium vielleicht in den letzten Regierungsjahren des Kaisers Trajan (110–117); mehrere Forscher datieren aufgrund einer abweichenden Einschätzung der Echtheit der Ignatiusbriefe seine Lebenszeit auf die Zeit nach 160) war Bischof von Antiochia. Seine genauen Lebensdaten und -umstände sind nicht bekannt. Er führte später den Beinamen Theophoros, „der Gottesträger“. Sieben seiner Briefe sind als echt anerkannt. Er ist ein Zeuge für frühe dogmatische Festlegungen in der Kirche.

## Lebensdaten
Die wesentliche Quelle über Ignatius ist die Kirchengeschichte des Eusebius von Caesarea, die Anfang des 4. Jahrhunderts entstand. Laut Eusebius (Kirchengeschichte 3,36,15) folgte Ignatius Euodius im Amt des Bischofs von Antiochien nach; Ignatius’ Nachfolger war Heros. Ignatius war demnach also der dritte Patriarch und Bischof von Antiochien nach dem Apostel Simon Petrus und Euodius. Nach Origenes († 254) war er hingegen der zweite Bischof in Antiochien; Petrus selbst habe ihn zum Bischof geweiht.

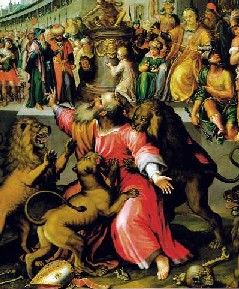
Martyrium des Ignatius, Darstellung des 16. Jahrhunderts

Weiter berichtet Eusebius (Kirchengeschichte 3,36), dass Ignatius in Antiochia zur Regierungszeit des römischen Kaisers Trajan (98–117) verhaftet und nach Rom gebracht worden sei. Dort sei er im Circus Maximus von Löwen zerrissen worden. Nach Eusebius’ Chronik war Ignatius vom ersten Jahr Vespasians 69/70 bis zum zehnten Jahr Trajans 107/8 Bischof von Antiochien; demnach müsste er um 107/8 gestorben sein. Die überwiegende Mehrzahl der theologischen Kommentatoren nimmt aber inzwischen den Märtyrertod des Ignatius in den letzten Jahren Trajans an (110–117). Adolf von Harnack und andere Historiker lehnten die Datierung in die Regierungszeit Trajans hingegen früh als fiktiv ab und nahmen bzw. nehmen als Todesdatum frühestens das Jahr 138, das heißt das Ende der Regierungszeit des Kaisers Hadrian (Traianus Hadrianus Augustus), oder noch spätere Daten an, weil die Frühdatierung lediglich das Ergebnis einer späteren schematischen Berechnung auf der Grundlage von später entstandenen Bischofslisten sei, die sich jedoch in der beginnenden Spätantike allgemein durchgesetzt habe. Für andere Forscher ist eine Entstehung der dem Ignatius zugeschriebenen Schriften vor 160 höchst unwahrscheinlich. Sie vertreten eine Spätdatierung, weil die Briefe theologische und institutionelle Entwicklungen voraussetzen, die ansonsten erst Jahrzehnte nach Trajan dokumentiert sind. Dies gelte insbesondere für das „monarchische Episkopat“, das bei Ignatius erwähnt wird, ansonsten aber erst seit dem späteren 2. Jahrhundert bezeugt ist. Insgesamt wird Ignatius in der kirchlichen Tradition als Missionar angesehen; er soll durch seine Art und seinen Glauben viele Römer zum christlichen Glauben animiert haben.
Für Otto Zwierlein hingegen könnte Ignatius von Antiochia lediglich eine Kunstfigur sein.

## Ignatiusbriefe
Eusebius berichtet weiter, dass Ignatius auf seinem Transport durch Kleinasien nach Rom mit mehreren Kirchenleitern zusammengetroffen sei und sie in ihrem Glauben ermutigt habe. Weiter habe er vor Irrlehren gewarnt und diese Warnungen auch in den sieben sogenannten Ignatianischen Briefen niedergeschrieben. Es handelt sich dabei um sechs Briefe an Kirchen in Ephesus, Magnesia, Tralles, Rom, Philadelphia und Smyrna sowie einen Brief an Bischof Polykarp von Smyrna. Darin bedankt er sich, dass die Gemeinden ihn durch Abgesandte auf seinem Leidensweg hatten grüßen lassen, bestärkt sie gegen die Häresien, ruft zum Gehorsam auf und bittet die Römer, sich nicht für seine Befreiung einzusetzen. Die ersten vier wurden in Smyrna verfasst, die letzten drei in Troas. Es existieren weitere, dem Ignatius zugeschriebene Briefe, die jedoch nicht echt sind.
Große Bedeutung besitzt Ignatius, weil er in seinen Briefen die besondere Stellung des Bischofs in der christlichen Gemeinde betont. Er ist deshalb ein wichtiger Gewährsmann für die Kirchen katholischer, altorientalischer, orthodoxer und anglikanischer Tradition, die übereinstimmend die Einsetzung des Bischofsamtes durch Christus selbst lehren. Es gibt freilich aus der Zeit nach Ignatius noch Texte, die sich so deuten lassen, dass die Diakone und Presbyter mit dem Bischof gleichberechtigt waren. In seinen Briefen warnt Ignatius vor „Irrlehren“, namentlich vor judaisierenden Tendenzen und vor dem Doketismus.
Ignatius bestätigt in seinen Briefen auch, dass bereits in der frühesten Kirche bekannt wurde, dass „die Eucharistie das Fleisch unseres Erlösers Jesus Christus“ sei.
Bedeutsam ist weiter, dass Ignatius als erster in der christlichen Literatur der Kirche das Adjektiv „katholisch“, das heißt „allumfassend“ zuordnet. „Wo Christus ist, dort ist die katholische Kirche.“ (Brief an die Smyrnäer 8,2). In Antiochia – in der damaligen Zeit neben Rom und Alexandria eine der drei großen Metropolen des Römischen Reiches mit blühenden christlichen Gemeinden – nannte man die Jünger Jesu zum ersten Mal „Christen“ (Apg 11,26 ).

## Legenden
Andere Berichte über Ignatius als jene des Eusebius sind deutlich späteren Datums und bieten keine gesicherten Informationen. Die kirchliche Tradition sieht Ignatius als Schüler der Apostel Petrus und Johannes und rechnet ihn deshalb zu den apostolischen Vätern. Die spätere Legende setzte Ignatius mit dem kleinen Kind gleich, das Jesus Christus in die Mitte der Jünger stellte, als er sie aufforderte, wie die Kinder zu werden. Vom Alter her wäre diese Identifizierung zwar möglich, allerdings entstand diese Tradition so spät (nach dem 4. Jahrhundert), dass sie keiner historischen Überlieferung entsprechen kann.
Als man einer anderen Legende nach den Leichnam von Ignatius barg und sein Herz gesondert entnahm, hatte sich darauf das Christusmonogramm IHS eingebrannt. Daher wird Ignatius häufig mit einem Herz in der Hand dargestellt, auf dem gelegentlich das IHS-Monogramm zu erkennen ist. Eneko von Loyola machte sich das Monogramm zu eigen, als er sich in Ignatius von Loyola umbenannte.

## Verehrung als Heiliger

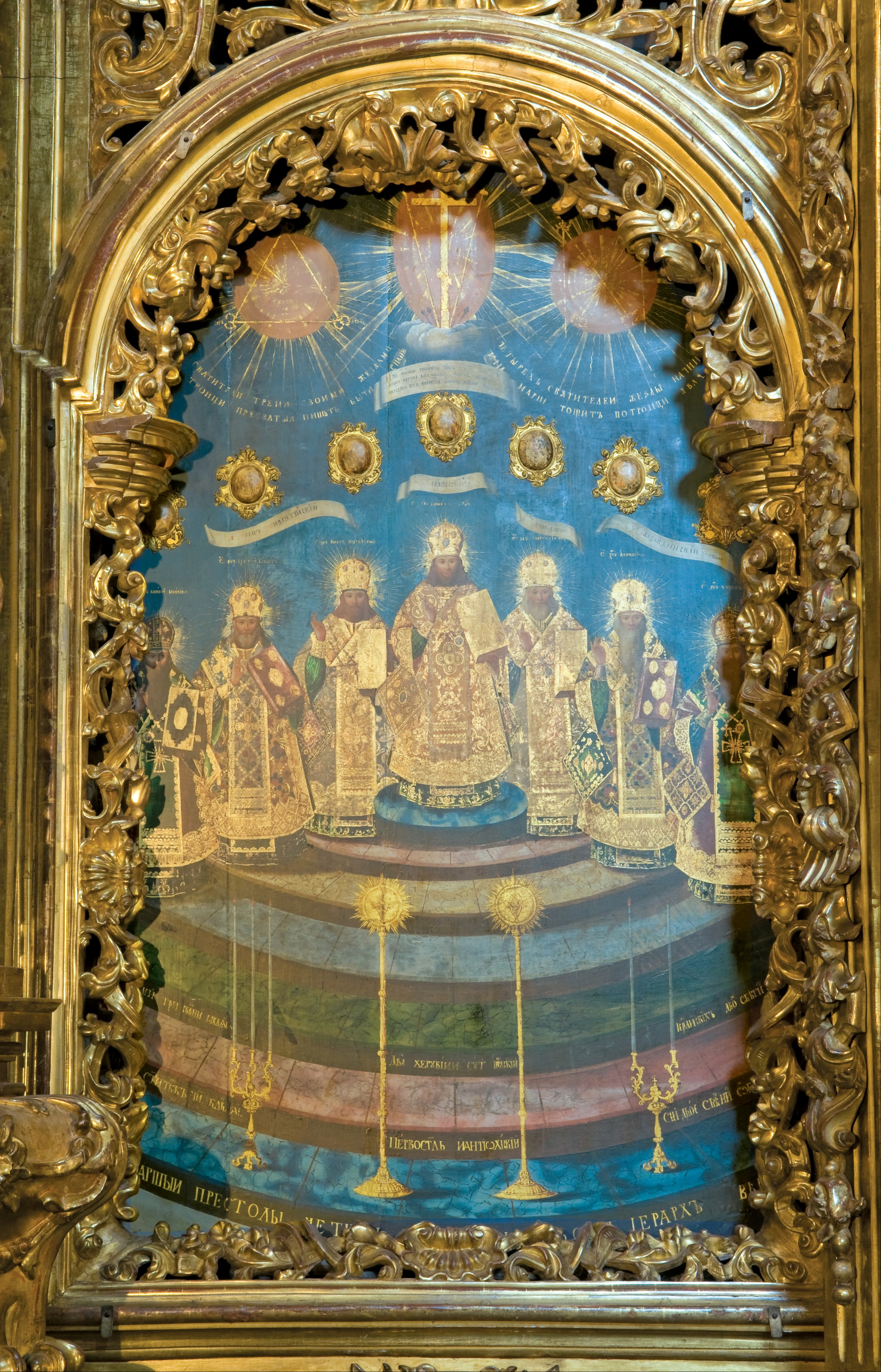
Ignatius zusammen mit anderen Patriarchen und dem Herrenbruder Jakobus, dargestellt auf einer Ikone in Kiew

Ignatius wird in den orthodoxen Kirchen und der katholischen Kirche als Heiliger verehrt, er wird zu den Kanonheiligen gezählt. Die Gedächtnistage sind der 17. Oktober in der römisch-katholischen (seit 1969), anglikanischen, syrischen und evangelischen Kirche; in der römisch-katholischen Kirche war es vor 1969 und ist es noch in der außerordentlichen Form der 1. Februar; in der armenischen Kirche ist es der 17. Dezember, in der orthodoxen Kirche der 20. Dezember und in der koptischen Kirche der 3. Januar.
Alle Patriarchen von Antiochien – vor allem die syrisch-orthodoxen – tragen zu Ehren des hl. Ignatius von Antiochien den Namen Ignatius, griech. Ignatios, frz. Ignace.